# Rupert (Münsterschwarzach)
Rupert († 17. Februar 1125) war von 1112 oder 1114 bis 1125 Abt des Benediktinerklosters in Münsterschwarzach.

## Münsterschwarzach vor Rupert
In der Abtsreihe des Klosters Münsterschwarzach nimmt Abt Rupert den dreizehnten Platz ein. Vor ihm hatten bereits drei Frauen die Abtei geleitet, bevor ein Männerkonvent im 9. Jahrhundert die leerstehenden Klostergebäude in Besitz nahm. Ab dem 11. Jahrhundert waren die Würzburger Bischöfe die geistlichen Herren über die Abtei. Sie hatten in mehreren Auseinandersetzungen gegen die ostfränkischen Adelsgeschlechter der Umgebung das Kloster als ihren Besitz festlegen können.
Erster Abt von Würzburgs Gnaden war Alapold aus dem Kloster Sankt Emmeram in Regensburg gewesen. Er brachte die Reformen von Gorze nach Münsterschwarzach, die eine monastische Erneuerung und ein verstärktes Chorgebet forderten. Auch seine Nachfolger widmeten sich der klösterlichen Erneuerung. Vor allem der später heiliggesprochene Egbert trieb die Reformen voran, indem er die Ideen auch in anderen Klöstern verbreitete. Ruperts direkter Vorgänger Abt Altmann erweiterte die Bibliothek des Klosters, um die Studien zu fördern.

## Leben
Über die Herkunft, Familie und Jugend des Abtes Rupert ist nichts bekannt. Seine Wahl fand nach dem Tod seines Vorgängers Altmann Ende September oder Anfang Oktober irgendwann in den Jahren 1112 beziehungsweise 1114 statt. Erstmals als Abt greifbar wurde er im Jahr 1115. Rupert urkundete auf einer Synode, an der er teilgenommen hatte. Im gleichen Jahr übertrug Bischof Erlung von Würzburg auch die Pfarrei Gerlachshausen an das Kloster und schlichtete einen Streit mit dem Kitzinger Frauenkloster über Güter auf der Dettelbacher Gemarkung.
Als Erlung einige Jahre später Würzburg verlassen musste, bedankte sich Abt Rupert, indem er dem verfolgten und von Aussatz gepeinigten Bischof Asyl im Kloster gewährte. Hier starb Erlung 1121 auch und wurde, wegen des Interdikts in der Bischofsstadt auch in der Abtei begraben. Ebenso datieren auf 1121 die ersten Wunder, die sich am Grab des verstorbenen Abtes Egbert ereignet haben sollen: Ein Taubstummer konnte nach dem Besuch des Grabes plötzlich wieder sprechen.
Ein weiterer Bischof suchte 1121 in Münsterschwarzach Zuflucht. Rugger musste aus Würzburg fliehen, da seine Gegner mit Gebhard von Henneberg einen kaiserfreundlichen Gegenbischof installiert hatten, der im Investiturstreit für Heinrich V. nützlich sein sollte. In der Mainabtei versammelten sich die Verbündeten des Papstes und kürten Rugger zum Bischof. Zugegen waren der Erzbischof von Mainz und die Bischöfe von Speyer und Worms. Rugger wurde 1125 auch in Münsterschwarzach begraben. Im gleichen Jahr, am 17. Februar, verstarb auch Rupert.